# Strumaria
Strumaria, biljni rod u porodici zvanikovki, dio podtribusa Strumariinae. Postoji 27 priznatih vrsta, lukovičastih trajnica na jugu Afrike.
Rod je opisan 1797., a tipična je vrsta Strumaria truncata Jacq.

## Vrste
1. Strumaria aestivalis Snijman
2. Strumaria barbarae Oberm.
3. Strumaria bidentata Schinz
4. Strumaria chaplinii (W.F.Barker) Snijman
5. Strumaria discifera Marloth ex Snijman
6. Strumaria gemmata Ker Gawl.
7. Strumaria hardyana D.Müll.-Doblies & U.Müll.-Doblies
8. Strumaria karooica (W.F.Barker) Snijman
9. Strumaria karoopoortensis (D.Müll.-Doblies & U.Müll.-Doblies) Snijman
10. Strumaria leipoldtii (L.Bolus) Snijman
11. Strumaria luteoloba Snijman
12. Strumaria massoniella (D.Müll.-Doblies & U.Müll.-Doblies) Snijman
13. Strumaria merxmuelleriana (D.Müll.-Doblies & U.Müll.-Doblies) Snijman
14. Strumaria perryae Snijman
15. Strumaria phonolithica Dinter
16. Strumaria picta W.F.Barker
17. Strumaria prolifera Snijman
18. Strumaria pubescens W.F.Barker
19. Strumaria pygmaea Snijman
20. Strumaria salteri W.F.Barker
21. Strumaria speciosa Snijman
22. Strumaria spiralis (L'Hér.) W.T.Aiton
23. Strumaria tenella (L.f.) Snijman
24. Strumaria truncata Jacq.
25. Strumaria unguiculata (W.F.Barker) Snijman
26. Strumaria villosa Snijman
27. Strumaria watermeyeri L.Bolus

## Sinonimi
- Bokkeveldia D.Müll.-Doblies & U.Müll.-Doblies
- Carpolyza Salisb.
- Eudolon Salisb.
- Gemmaria Salisb.
- Hessea P.J.Bergius ex Schltdl.
- Hymenetron Salisb.
- Nesynstylis Raf.
- Pugionella Salisb.
- Stylago Salisb.
- Tedingea D.Müll.-Doblies & U.Müll.-Doblies